# Wenisch Ferenc
Wenisch Ferenc (egyes forrásokban Venisch, 1792 körül – Vörösvár, 1866. január 23.) magyar római katolikus pap, Solymár, majd Vörösvár plébánosa.

## Élete
Születési adatai ismeretlenek, halálozási anyakönyvi adataiból következtetve (melyek szerint 1866-ban 74 évesen hunyt el) 1792 körül születhetett. Egy feljegyzésből az is kiderül, hogy „cívis Viennensis”-nek, azaz bécsi polgárnak számított. Pappá szentelése után az első ismert kápláni állomáshelye 1821-ben a Pest megyei Vörösvár, a mai Pilisvörösvár volt, onnan helyezték a szomszédos Solymárra, Clementis Fülöp Jakab plébános 1823-ban bekövetkezett halálát követően, az ő utódjaként. 1837-ig volt Solymár plébánosa, ahol minden valószínűség szerint komoly vérfrissítést hozott a helyi egyházközségbe, hiszen kinevezésekor több mint 50 évvel lehetett fiatalabb nyolcvanas évei derekán elhunyt elődjénél.
1837-ben Vörösvárra helyezték vissza; ott a hivatalos adatok szerint 1851-ig volt a település papja, de még 1852. februárjából is ismeretes olyan szentiváni anyakönyvi bejegyzés, melyben Venisch Ferenc neve szerepel keresztelő papként, mint nyugalmazott plébános. [Pilisszentiván akkor egyházjogilag még Pilisvörösvárhoz tartozott.] Vélhetőleg Pilisvörösvárott töltötte élete utolsó másfél évtizedét is: ott halt meg 74 éves korában, 1866. január 23-án.
Papi működéséről nem sok minden maradt fent, de a kevés konkrétum egyike, hogy a solymári egyházközség 1700-as évek elején történt megalapítása és az 1917-es esztendő között ő volt az egyetlen solymári pap, aki ki tudta járni, hogy plébánosi működését káplán is segítse. Az nem ismert, hogy ő ezt hogy tudta elérni, de az 1831 és 1837 közötti időszakban valószínűleg folyamatosan támogatta a munkáját egy káplán is: az időszak első felében, 1831 és 1834 között Schedt Károly, 1834 után pedig Schuliszta Ferenc. Utóbbi meg is gyökerezett a településen: miután Wenisch Ferenc Vörösvárra kapott plébánosi kinevezést, solymári posztját ő kapta meg, és Tankövy névre magyarosítva több mint húsz évig plébánosként is Solymáron maradt.